# Robert de Blois
Robert de Blois est un poète français de la seconde moitié du XIIIe siècle, auteur d’œuvres narratives, lyriques, didactiques et religieuses.

## Éléments biographiques
On connaît peu de choses de sa vie, en dehors des indications données dans ses œuvres. Il semble avoir reçu l’éducation d’un clerc, puis être devenu trouvère. Dans un manuscrit, il dédie son œuvre à Hugues Tyrel, seigneur de Poix en Picardie de 1230 à 1260, et à son fils Guillaume, de 1260 à 1302. Robert de Blois mentionne également Geoffroy de la Chapelle, grand panetier de France et président au parlement de Paris, ainsi que Thierry comte de Forbach (mort en 1269).

## Œuvre

### Œuvres didactiques
Robert de Blois a composé deux œuvres qui forment un manuel d’éducation courtoise : 
- Le Chastoiement des dames (ou Chastiement des dames) est un code des convenances mondaines, à l’usage des femmes nobles, qui donne des préceptes de conduite et de bonnes manières en société, des conseils de beauté, et indique la conduite à adopter en amour.  Il est très en vogue dans les cours seigneuriales de l'époque.
- L' Ensoignement des Princes est formé de plusieurs parties : la première, appelée l'Onour as dames (l’honneur des dames) dans quelques manuscrits), enseigne le respect que l’on doit aux femmes ; les autres décrivent les devoirs moraux et religieux des nobles (foi, courage, ardeur au combat, élégance, maintien, spiritualité) et condamne les vices de la société (envie, médisance, orgueil…). Il utilise des exemples tirés de chansons de geste, des romans sur Alexandre, ou encore de textes mêlant histoire et roman comme les Faits des Romains, pour proposer a contrario des modèles exemplaires.

### Poèmes religieux
- De la Trinité.
- La Création du Monde, poème de 450 vers.

### Roman arthurien:Beaudous
Beaudous ou Biaudouz est une réécriture croisée du Bel inconnu et du début de Perceval ou le Conte du Graal. Sa trame montre peu d'originalité : un fils de Gauvain, Beaudous, admirablement instruit et éduqué par les soins de sa propre mère, adoubé par elle, quitte la maison familiale pour partir à la cour du roi Arthur où, à la Saint-Jean, on fêtera le couronnement et le mariage de Gauvain, son père, avec « la pucele / de Gales, la riche, la bele ». Il se présente incognito sous le nom de Chevalier aux deux écus et, pour se rendre digne de la présence de l’élite que l’on trouve à la Table Ronde, s’engage dans une quête pour gagner l’estime des autres chevaliers par la réussite d’aventures qui se présenteront à lui. Le destin aidant, Beaudous parvient effectivement à manier une épée, Honorée qu’aucun autre n’a jamais pu sortir de son fourreau, à remporter tous les combats, à désarçonner un par un tous les chevaliers de la Table Ronde, enfin à acquérir la gloire lui permettant de gagner le cœur de la jeune Beauté et de recevoir en même temps que son père le titre de roi.
Robert de Bois a conféré à son roman arthurien un rôle très particulier : en effet, il le conçoit comme l'écrin chargé de présenter l'ensemble de ses compositions, puisque, dans l'unique copie conservé de Beaudous, il insère ses propres écrits (Floris et Lyriopé, L'Enseignement des Princes et Le Chastoiement des Dames, ses poésies religieuses et ses chansons d'amour) dans la longue séance d'instruction que la mère du héros dispense à son fils au début du récit. Si cette technique de l’enchâssement n’est pas inédite, Robert de Blois est le premier auteur à, pour ainsi dire, s’interpoler lui-même.
Ce roman a connu un succès limité au Moyen Âge, dans la mesure où un seul manuscrit (BnF fr. 24301) nous en est parvenu.

### Roman courtois:Floris et Lyriopé
Ce roman de 1748 vers octosyllabiques reprend sur la fin le mythe de Narcisse, en développant d’abord l’histoire de ses parents : Lyriopé (ou Liriope), fille de Narcisse, duc de Thèbes, s’éprend de Floris, fils d’un des vavasseurs du duc, qui l’a approchée sous les vêtements de sa sœur jumelle, Florie. Lyriopé est enceinte et Floris, craignant la colère du duc, s’enfuit à la cour du roi Arthur où il fait son apprentissage des armes. Lyriopé met au monde un fils qu’on fait passer pour celui de Florie ; un devin prédit qu’il ne vivra que jusqu’au jour où il se connaîtra. À la mort du duc, Floris rentre à Thèbes, épouse Lyriopé et reconnaît le petit Narcisse, qui connaîtra son destin fatal.

### Œuvre lyrique
- Merveil moi que chanter puis
- Par trop celer mon courage
- Puisque me sui de chanter entremis
- Li departis de douce contree
- Tant com je fusse fors de ma contree